# Charles-Edmond Perrin
Charles-Edmond Perrin (Château-Salins, 18 de octubre de 1887 - París, 13 de febrero de 1974) fue un historiador medievalista francés. 

## Biografía
Nace en el entonces Territorio Imperial de Alsacia y Lorena, bajo bandera alemana. Va a estudiar a París, a la École normale supérieure (rue d'Ulm). En 1911 aprueba el examen de profesor. Tras aprobar su tesis en historia medieval, Perrin enseña en Grenoble, Estrasburgo y París. 
Ya en la Sorbona, Perrin se convierte en miembro de la Académie des inscriptions et belles-lettres, de la que será presidente en 1950.
Publica numerosas obras históricas que son, todavía hoy, fuente de referencia. Amigo de Marc Bloch, tuvo numerosos alumnos, entre otros, a Georges Duby.

## Publicaciones
- Essai sur la fortune immobilière de l'abbaye alsacienne de Marmoutier aux 10e et 11e siècles, Collection d'études sur l'histoire du droit et des institutions de l'Alsace, 1935.
- Recherches sur la seigneurie rurale en Lorraine d'après les plus anciens censiers (IXe-XIIe siècle), Publications de la Faculté des lettres de l'Université de Strasbourg, 1935.
- L' Allemagne, l'Italie et la Papauté de 1125 a 1250, 1949.
- Trois provinces de l'Est: Lorraine, Alsace, Franche-Comté, 1957.
- Seigneurie rurale en France et en Allemagne du début du IXe à la fin du XIIe siècle, 1966.